# Pietroșani (Teleorman)
Pour les articles homonymes, voir Pietroșani.
Pietroșani est une commune du județ de Teleorman en Roumanie.